# جوزيف دوفور (سياسي)
جوزيف دوفور هو سياسي كندي، ولد في 28 نوفمبر 1874 في كندا، وتوفي في 2 نوفمبر 1956 في ساينت نوول في كندا. حزبياً، نشط في حزب كيبيك الليبرالي. وقد انتخب عضو الجمعية الوطنية في كيبك ‏.